# Gramercy Park
Gramercy, también llamado Gramercy Park, es un vecindario en Manhattan, Nueva York, Estados Unidos, extendido alrededor de Gramercy Park, un parque privado ubicado entre las calles 20 este y 21 este.
A grandes rasgos se puede decir que Gramercy está rodeada por la calle 14, la Primera Avenida, la calle 27 y Broadway. Algunos podrían considerar incluso que el límite norte del vecindario es la calle 23, pero es más acertado decir que limita con Murray Hill en la calle 27. Al norte se extiende Murray Hill y Midtown, al oeste el Flatiron District y la Union Square, y al sur la East Village y Stuyvesant Town.
Gramercy, en particular el área colindante con el Gramercy Park, es percibida generalmente como un área tranquila, más segura que otras partes de la ciudad. Gramercy Park es un parque privado, al que sólo tienen acceso los residentes de alrededor del parque. El público en general solo tiene acceso libre al parque un día al año.